# パント (舟)

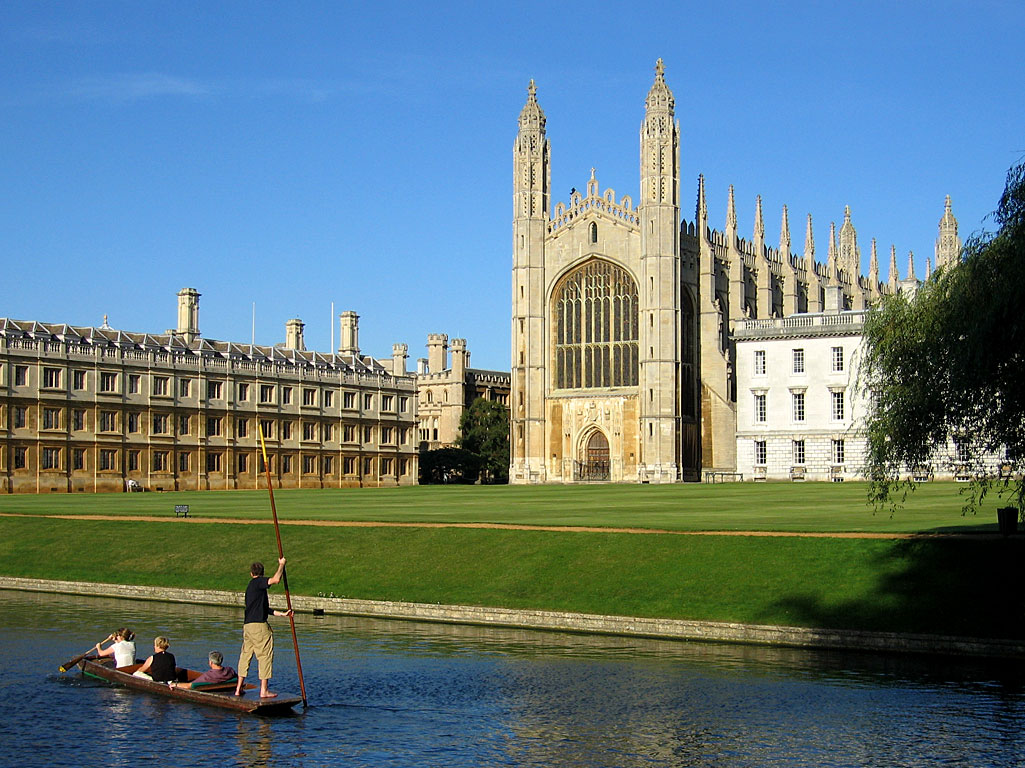
ケンブリッジでのパンティング
奥はキングス・カレッジ・チャペル

パント（英語: Punt）とは、水深の浅い水域で使用される小型の舟の一種である。平らな船底と四角い船首を特徴とし、棹で川底を突くことによって推進力を得る。パントを使用した舟遊びをパンティング（英語: Punting）、船頭をパンター（英語: Punter）と呼ぶ。
もともとは貨物の運搬や鳥撃ち・釣りを行うための舟としてイギリス南東部を流れるテムズ川で使用されていたが、19世紀後半に娯楽としての人気が高まり、現在ではもっぱら舟遊びやレースに用いられている。

## 構造

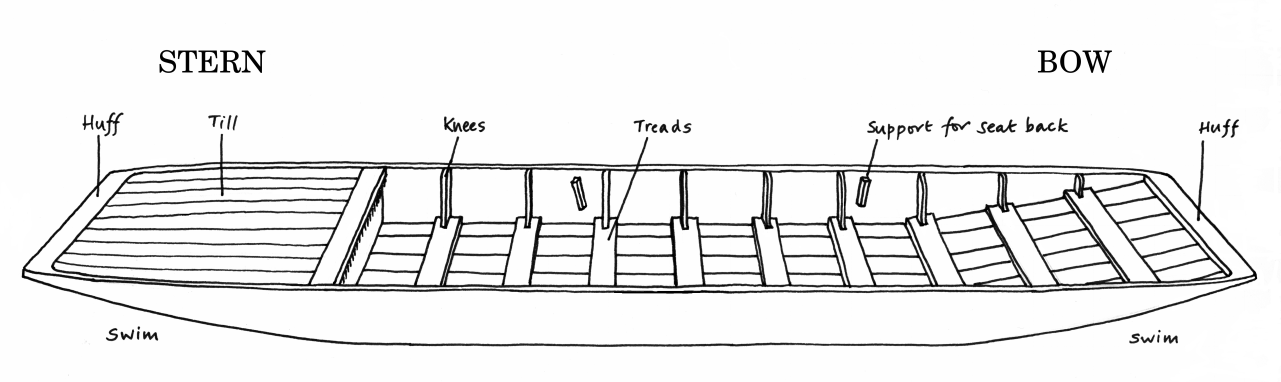
パントの構造

パントには竜骨のような船体中央に位置する構造材がなく、代わりに側板の間に1フート (30 cm) 間隔で「トレッド」（英語: tread）を渡したはしごのような構造をしている。
トレッドの幅は4インチ (10 cm) で、側板とは「ニー」（英語: knee）と呼ばれる部材を介してつながれている。トレッドの下には船底として細長い板が貼られており、これらは水を吸って膨張した時のために1 - 2 mmの隙間を開けて取り付けられ、1年ごとにコーキングが施される。乗客が濡れることを防ぐため、床はすのこ状になっていることが多い。
パントの船首と船尾はどちらも四角く、下面は緩やかに傾斜している。このうちの片方には「ティル」（英語: till）あるいは「カウンター」（英語: counter）と呼ばれる長さ2フィート (61 cm) のデッキがある。ティルが船首にあるのか船尾にあるのかは見解が分かれており、ティルがある側はケンブリッジやテムズ川では船尾、オックスフォードでは船首とされている。ティルにはねじれ剛性を向上させる効果があり、通常閉じた構造であるが、戸棚が設けられる場合もある。また、かつて存在した釣り用のパントには、ティルの中央寄りに「ウェル」（英語: well）と呼ばれる水密区画があった。これは生け簀として使うためのもので、底や側面に開いた穴によって水で満たせるようになっていた。
伝統的なパントの寸法は全長24フィート (7.3 m)、幅3フィート (91 cm)、深さ4インチ (10 cm) である。これよりも大きいものとしてケンブリッジで観光用に用いられる「フェリー・パント」、小さいものとして競技用パントや幅2フィート (61 cm) で1人乗りの「テムズ・パント」がある。
競技用のものの一部には軽量化を目的としてFRPを使用しているものがあるが、大半のパントは木造である。側面やティル、前後端の「ハフ」（英語: huff）にはマホガニーなどの硬材が、トレッドにはチークが、船底には軟材が主に用いられる。
竜骨を持たないことから荷物を満載した場合にも喫水は数センチしか変わらず、浅い水路に向いているとともに操縦が簡単である。また、どちらの向きにも同じように進むことができるため、転回することができない狭い水路でも使用できる。四角い船首は積載量の増加につながるほか、安定性を高める効果もある。

## 操縦
パントの操縦は棹で川底を突くことのみによって行われる。棹は通常トウヒもしくはアルミニウムでできており、長さは12 - 16フィート (3.7 - 4.9 m)、重さは約10ポンド (4.5 kg) である。突く側は常に一定で、先端に「シュー」（英語: shoe）と呼ばれる金属製のカバーがついている。
レジャーとしてのパントが普及し始めた1870年代には、乗客は船尾のティルの近くに座り、パンターが船首から後方に向かってポールをついたまま移動することで進むのが一般的であった。これは「ランニング」（英語: running (the punt)）と呼ばれ、もともと重量のある漁業用パントを操縦するために用いられていた方法であり、レジャー用パントの軽量化が進むにつれてパンターが船尾から動かずに操縦する「プリッキング」（英語: pricking (the punt)）が一般的になった。

## パントの現在

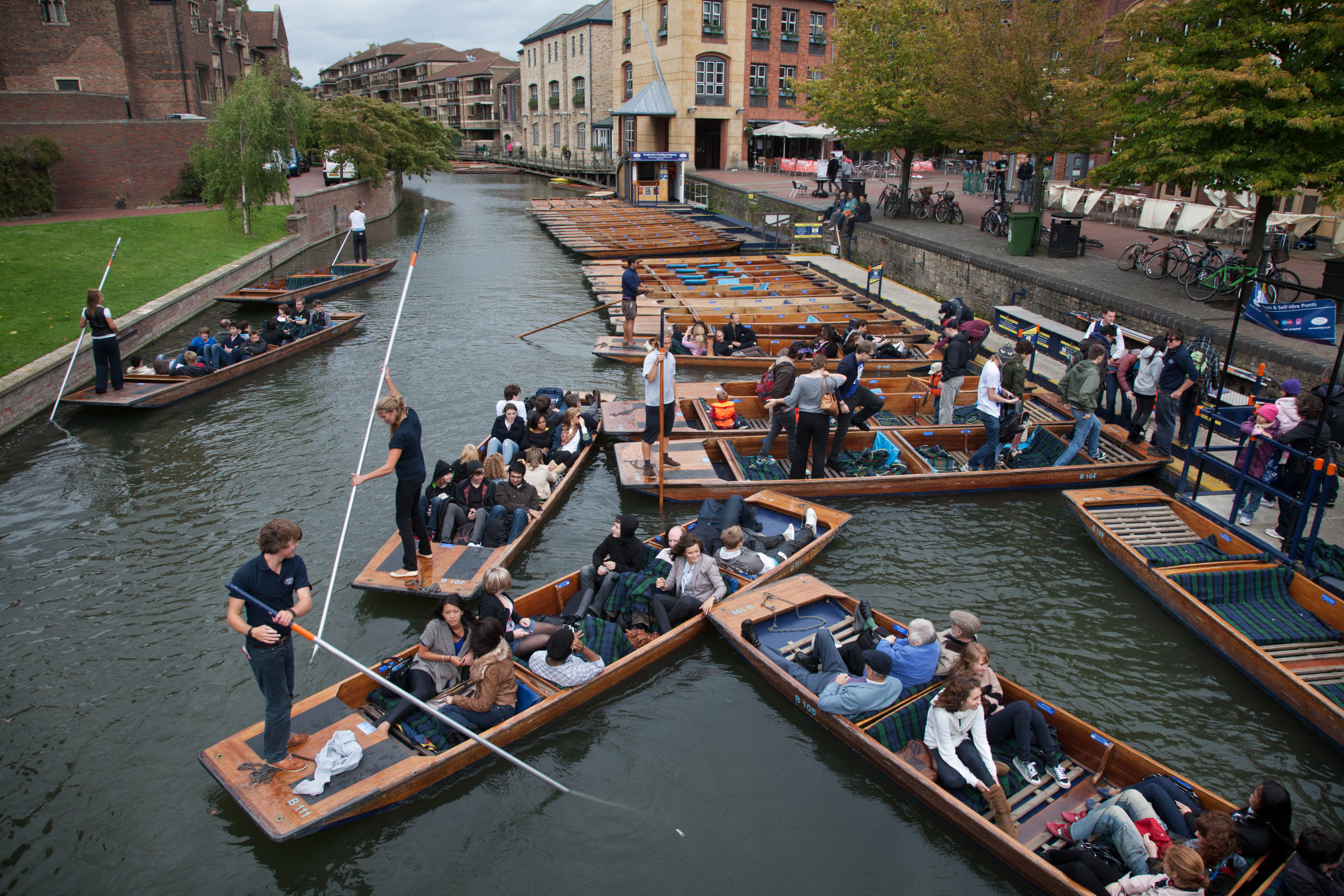
パント業者の船着き場（ケンブリッジ）

パントはもともと貨物輸送や鳥撃ち・釣りを行うことを目的としてテムズ川で用いられていたが、1860年ごろにレジャー用のパントが初めて製作された。娯楽としてのパンティングはテムズ川で始まり、その後各地に広まったとされる。20世紀初頭には一層人気が高まり、1910年には初のパント業者であるスクーダモアス・パンティング・カンパニーが設立された。1950年代から1960年代にかけてはモーターボートの普及に伴って下火となったが、近年では観光業の発達とともに盛り返している。
パンティングはイングランド各地で行われており、なかでも大学町として名高いオックスフォードとケンブリッジで特に盛んである。
パントの貸し出しやパントを用いたツアーを行う業者はバース（ブリストル・エイヴォン）、ケンブリッジ（ケム川）、カンタベリー（グレート・スタウア）、ロンドン（リージェンツ運河）、オックスフォード（チャーウェル川、アイシス川）、ソールズベリー（ソールズベリー・エイヴォン）、ストラトフォード（ウォリックシャー・エイヴォン）、サンベリー（テムズ川）などに存在する。
パントの発祥地であるテムズ川ではテディントンにある潮汐限界点より上流のほとんどの場所でパンティングができるが、パント業者は少なく、主にクラブによって行われている。
ケンブリッジでは、パントの導入が1902年から1904年頃と比較的遅かったものの、その後急速に普及し、現在ではケム川におけるパントの数はイングランド最大であると言われている。この背景には、特にザ・バックスにおいてケム川の水深が浅く、川底が砂利基調であることに加え、ケム川がケンブリッジの中心部を貫き、ケンブリッジ大学の歴史ある建物のそばを流れていることがある。
ケンブリッジでは他の場所と異なり、パントはティル（「デック」（英語: deck、デッキ）と呼ばれる）の上に立って操縦される。このため、ケンブリッジのパントはティルが強化されているほか、両端にティルを持つものもある。この風習は1910年にはすでに定着していたことが同年の写真で確認でき、1970年代に行われた老船頭ドン・ストレンジへの聞き取り調査によれば、足首を見せようとしたガートン・カレッジの女学生によって創始されたという。
オックスフォードはテムズ川流域に位置するものの、ティル（「ボックス」（英語: box）と呼ばれる）のある端を船首とすることが1880年以前からの伝統となっている。
イングランド国外では、ニュージーランドのクライストチャーチを流れるエイヴォン川でもパントが使用されている。

### 競技パント

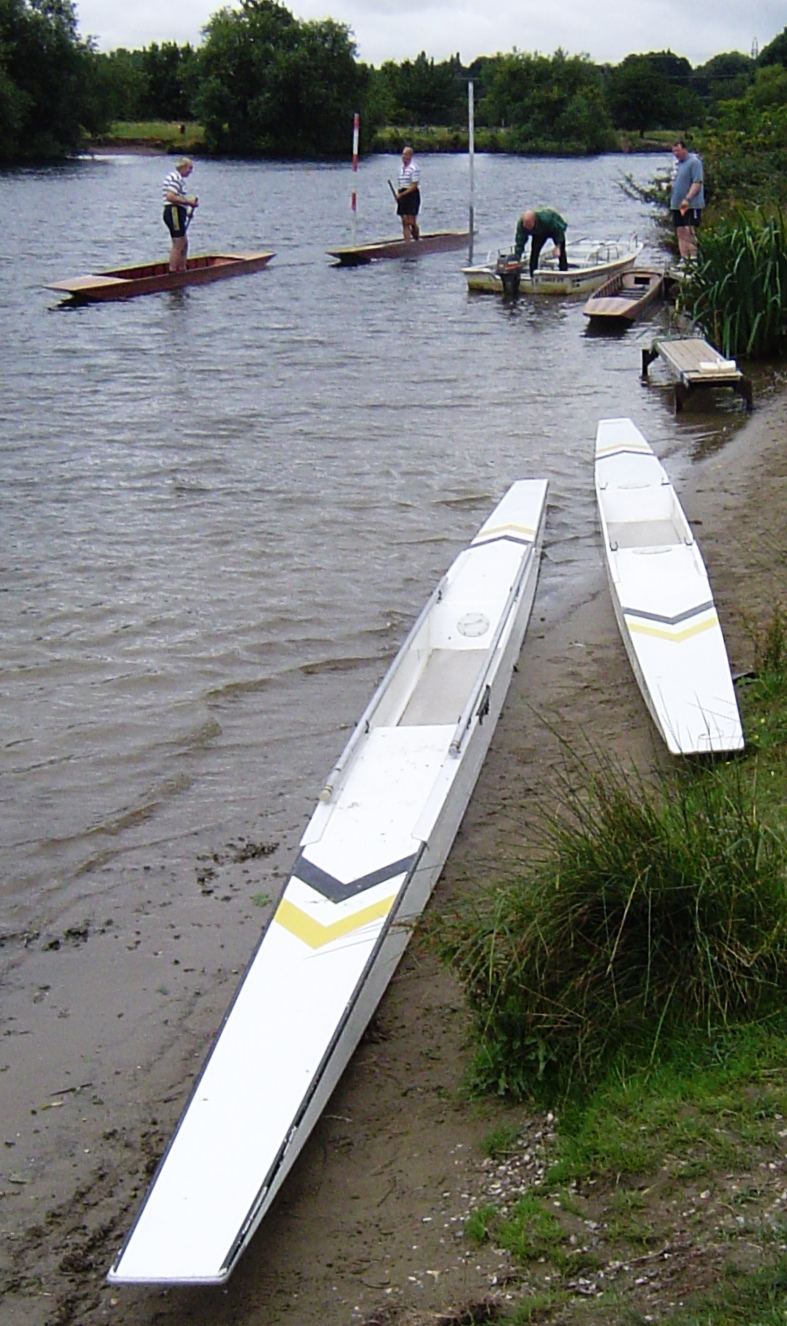
競技用のパント

イングランドにおける競技パントはテムズ・パンティング・クラブによって統括されている。同クラブは審判員の一覧を管理するとともに、競技規則を記載したハンドブックを発行している。
パントを用いたレースは1対1で行われる。川の直線区間において最大880ヤード (800 m) の距離を往復する形式で、両端にはそれぞれに割り当てられるコースごとに「ライペック」（英語: ryepeck）と呼ばれる棒が立てられる。レースのスタートは下流側の2本のライペックの間に船尾をあわせて行われ、上流側のライペックを回ってスタートラインに戻る（自コースのライペックへの接触でも可）とゴールとなる。パントの軌跡は上流側のライペックを囲むものになるものの、方向転換はパントごと転回するのではなく、単にそれまでの船尾を船首とすることによって行われ、上流側ライペックを通過する過程と合わせて「ストッピング＝アップ」（英語: stopping-up）と呼ばれる。
ハンディキャップ付きレースでは中央幅2フィート (61 cm)、端部幅18インチ (46 cm) の規格化されたパントが用いられるが、それ以外の場合には幅、長さともに規定はなく、幅15インチ (38 cm) のものさえ存在する。競技用のパントは通常両端にティルを備えており、選手はパントの中央部で操縦する。
1890年代前半以降、競技パントはテムズ川で行われる数々のレガッタの一環となっている。また、メイデンヘッドでは100年以上の歴史を持つテムズ・パンティング・チャンピオンシップが毎年開催されている。